# Parasitischer Röhrling
Der Parasitische Röhrling (Pseudoboletus parasiticus, Syn. Xerocomus parasiticus), auch Schmarotzer-Röhrling oder Parasitischer Filzröhrling genannt, ist eine seltene Pilzart, die einerseits als Parasit ausschließlich an Kartoffelbovisten wächst, andererseits aber in der Lage ist, Ektomykorrhizen auszubilden.

## Merkmale

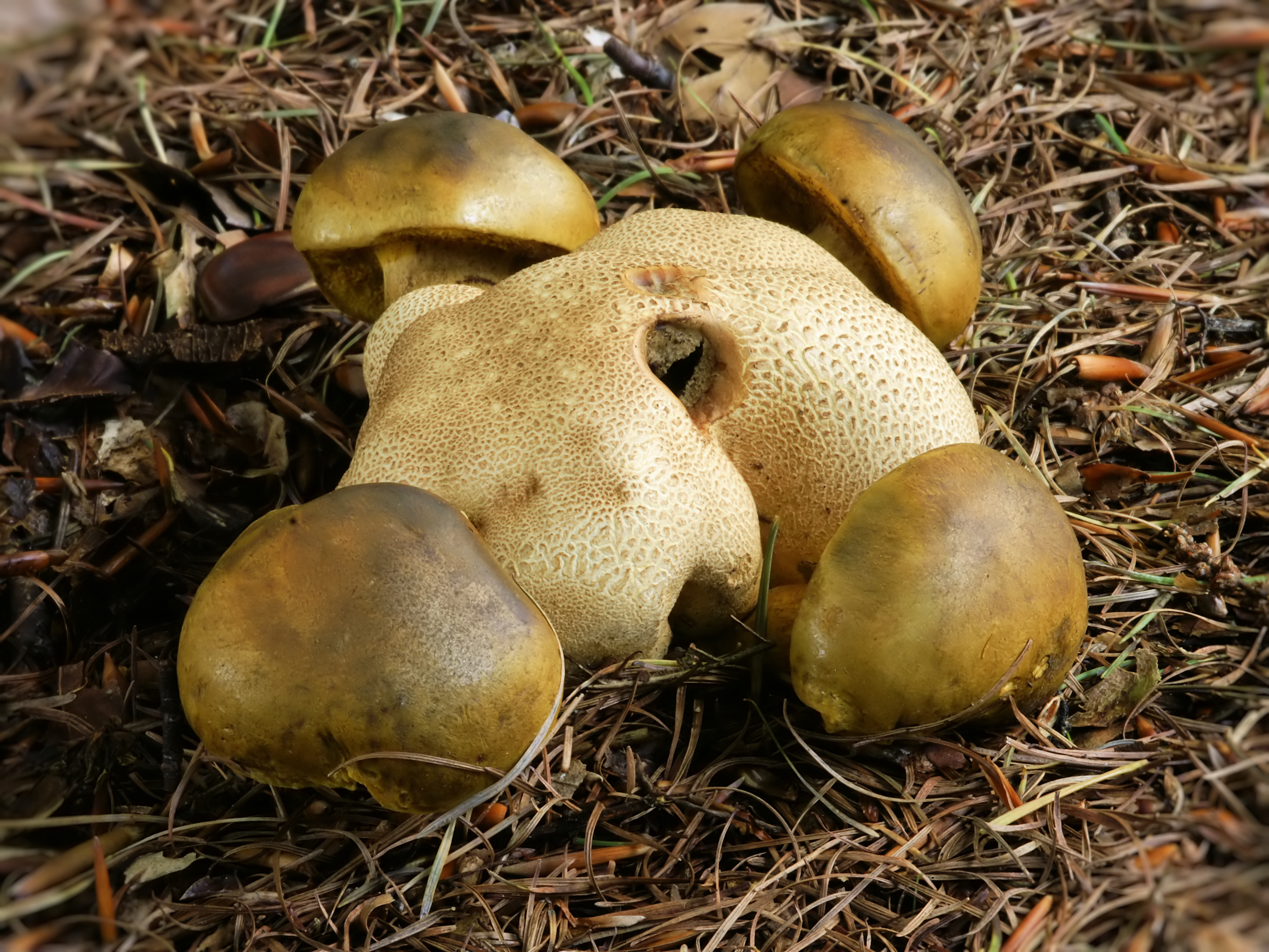
Der Parasitische Röhrling (Pseudoboletus parasiticus) entzieht dem Dickschaligen Kartoffelbovist (Scleroderma citrinum) Nährstoffe fürs Wachstum seiner eigenen Fruchtkörper.

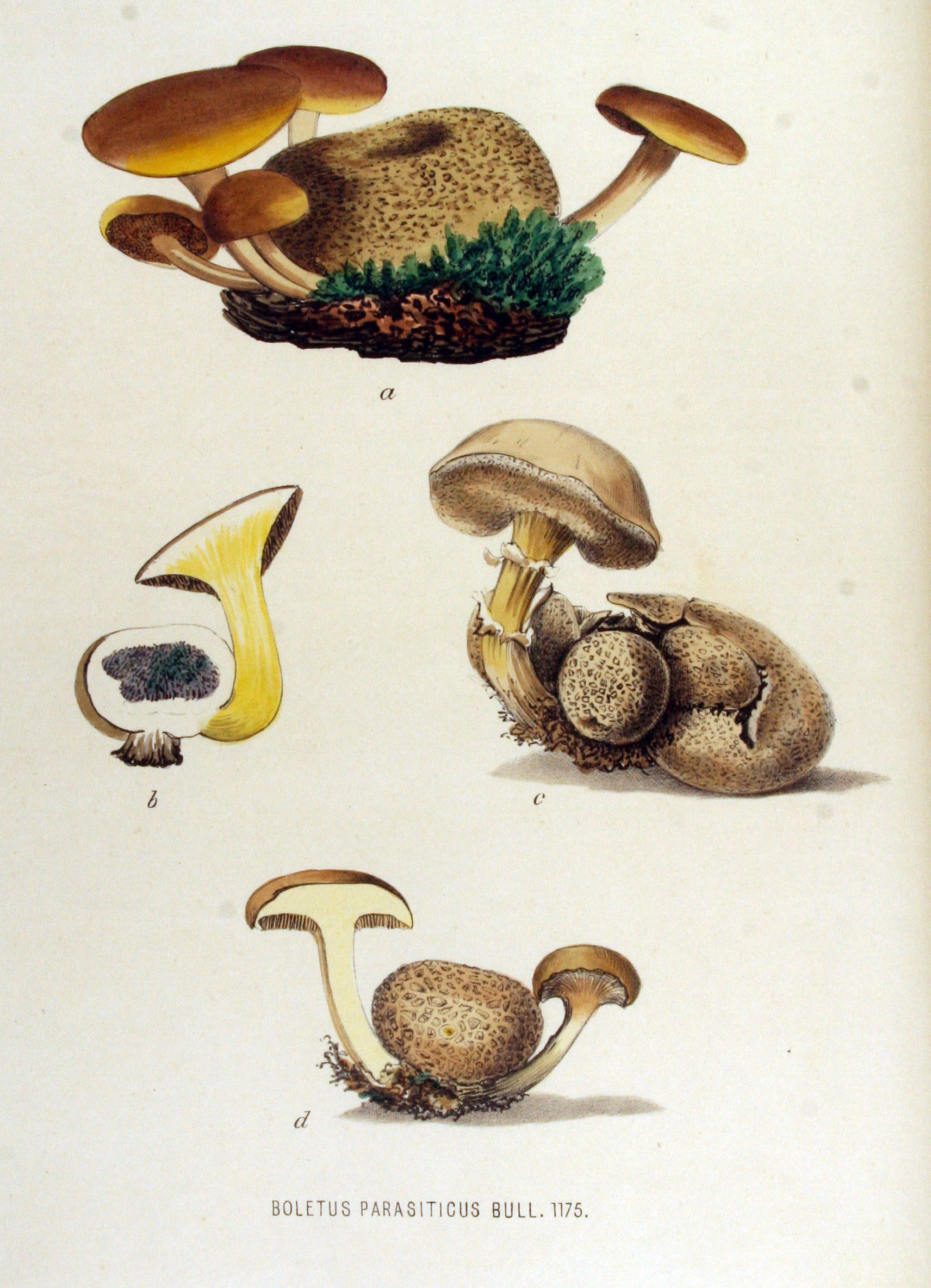
Abbildungen des Parasitischen Röhrlings in Jan Kops’ Flora Batava, Band 15 (1877)

Sein Hut ist 1–8 cm breit, feinfilzig, trocken und hell-olivbraun. Seine Röhren sind sandbraun bis schmutzig-oliv, sein Stiel ist schlank, graugelb, stets gebogen, da er um den Wirt herumwächst, und zur Basis hin zugespitzt. Seine Poren sind sehr weit, das Fleisch ist weißlich und nicht blauend. Die Fruchtkörper erscheinen gesellig bis büschelig, oft zu mehreren an einem Kartoffelbovist.

## Ökologie und Phänologie
Der Parasitsche Röhrling wird in der Regel als Parasit auf Kartoffelbovisten angesehen. In Kultur bildet er jedoch Ektomykorrhizen, wenn sein Myzel mit Kiefernwurzeln in Kontakt gebracht wurde. Der Parasitische Röhrling befällt mit seinem Myzel jedoch die Rhizomorphen von Kartoffelbovisten, wächst in den Rhizomorphen in Richtung der Wirtsfruchtkörper und befällt diese, um selbst Fruchtkörper auszubilden.  Er bevorzugt dabei den Dickschaligen Kartoffelbovist, Funde auf anderen Arten der Gattung Scleroderma sind selten. Er ist ein ausgesprochener Säurezeiger und bevorzugt sandige Böden, stellt aber keine besonderen Ansprüche an die Wasserversorgung. Er ist sowohl in trockenen, heideartigen Biotopen als auch im Randbereich von Mooren zu finden. Er kommt in diversen Waldtypen bis hin zu bodensauren Fichtenforsten vor.
Die Fruchtkörper erscheinen in Mitteleuropa meist im August und September.

## Verbreitung
Der Parasitische Röhrling ist in ganz Europa verbreitet, er kommt wahrscheinlich auch in Nordamerika und Nordafrika vor.

### Gefährdung
Die Art wird in den Roten Listen gefährdeter Großpilze von Hessen und Nordrhein-Westfalen als stark gefährdet (Kategorie 2) eingestuft, in Roten Listen gefährdeter Großpilze von Bayern als gefährdet (Kategorie 3). In Österreich nimmt die Zahl gemeldeter Fundstellen hingegen zu, weshalb der Parasitische Röhrling in der Roten Liste der Pilze Österreichs nicht als gefährdet eingestuft wird.

## Systematik
Der Parasitische Röhrling teilt die Lebensweise, an Vertretern der Sclerodermatineae zu parasitieren, mit Pseudoboletus astraeicola. Zusammen bilden sie die innerhalb der Boletaceae basal stehende, kleine Gattung der Schmarotzerröhrlinge. Trotz der oberflächlichen Ähnlichkeit sind die Schmarotzerröhrlinge nicht nah mit anderen filzröhrlingsartigen Gattungen (z. B. Xerocomus, Xerocomellus etc.) verwandt.

## Bedeutung
Im Unterschied zu seinem giftigen Wirtspilz ist er ungiftig, sein Wert als Speisepilz ist jedoch umstritten und im Hinblick auf die Gefährdung fragwürdig.